# 波克羅夫卡 (巴什坦卡區)
47°45′34″N 32°55′20″E / 47.75944°N 32.92222°E
波克羅夫卡（烏克蘭語：Покровка），是位於烏克蘭南部的村莊，由尼古拉耶夫州巴什坦卡區的卡贊卡市鎮負責管轄。該村始建於1890年，面積0.4平方公里，海拔高度91米，2001年人口16，人口密度每平方公里40.3人。